# Crisis política en Ecuador de 2010
La crisis política en Ecuador de 2010, también conocida como 30S, inició como una protesta policial contra una ley salarial, el 30 de septiembre de 2010 en Ecuador, y que fue calificada por el gobierno de Rafael Correa como un planificado intento de golpe de Estado en su contra.
Hasta el día de hoy existen dos versiones distintas sobre el hecho en sí, y una importante discrepancia sobre su interpretación: los exmiembros del gobierno de Correa y el expresidente sostienen que fue un intento de Golpe de Estado encubierto como protesta policial; en cambio los miembros de la por entonces oposición al gobierno de Correa (incluyendo periodistas y analistas políticos "anticorreístas") tienden a describirlo como un motín fortuito que habría incrementado su conflictividad por la acción del mismo presidente ecuatoriano y/o que "el relato" del oficialismo de ese momento de una supuesta conspiración golpista fue usado para justificar la persecución política a críticos del gobierno ecuatoriano.
Posteriormente, el 30S tendría repercusiones legales directas o indirectas, siendo la más destacada a nivel nacional e internacional el caso de Correa contra Emilio Palacio y el diario El Universo.

## Generalidades
El 30S inicia cuando elementos de la tropa de la Policía Nacional del Ecuador, en horas de la mañana, iniciaron una protesta contra la Ley Servicio Público aprobada por la Asamblea Nacional del Ecuador el 11 de agosto de 2010 (aún vigente), en la cual la Policía y los militares fueron integrados a la Ley de Servicio Público, además las instituciones educativas de las Fuerzas Armadas, de la Policía Nacional fueron asignadas al ámbito del Ministerio de Educación y sus servidores administrativos adscritos al sistema educativo público. La protesta constó de la suspensión de sus jornadas laborales, bloqueos de carreteras y además impedir el ingreso al Parlamento en Quito. A esto se sumó un grupo de elementos de la Fuerza Aérea Ecuatoriana, que usando sus cuerpos como barrera, bloquearon la pista del Antiguo Aeropuerto Internacional Mariscal Sucre.
El Presidente de Ecuador, Rafael Correa, haciendo caso omiso a su guardia presidencial y a las recomendaciones de seguridad de su escolta, y tratando de negociar personalmente con los policías insurrectos acudió al regimiento de policía, principal foco de la huelga, a intentar dialogar en busca de un entendimiento.
Varios de los policías presentes en dicha huelga, mostraron descontento de la presencia del presidente donde fue recibido con granadas de gas lacrimógeno; la situación se tornó caótica cuando los policías ecuatorianos no permitieron que el presidente Correa abandonara el recinto policial.
El presidente Correa aún convaleciente de una rodilla recientemente operada, fue puesto a buen recaudo en un edificio contiguo donde realizó un discurso desde una de sus ventanas, demostrando su indignación por los abusos en dicha protesta, en el que les aseguró que no se iba a dar marcha atrás con la ley en cuestión, y que si deseaban podían matarle.
El Presidente fue apartado con dificultades del tumulto que se convirtió en un campo de batalla entre bombas de gas y spray de pimienta utilizados por los miembros policiales. Fue entonces cuando se le tuvo que colocar una máscara antigases, para ser llevado por el equipo de seguridad presidencial hacia el Hospital de la Policía adyacente al lugar de los hechos. Este edificio fue luego rodeado por policías inconformes. Correa alegó que estaba secuestrado y declaró desde allí un estado de excepción que movilizó a las Fuerzas Armadas del Ecuador a las calles argumentando que un golpe de Estado se estaba llevando a cabo y responsabilizando a la oposición.
Ordenó además una cadena nacional, lo que para las leyes de Ecuador significa obligar a todos los medios de comunicación a transmitir la señal del canal público ECTV, esta cadena nacional duró ocho horas ininterrumpidas.
Hacia la tarde, los líderes del partido de gobierno Alianza PAIS y miembros del gabinete presidencial, Ricardo Patiño y Alexis Mera, convocaron a los simpatizantes de Correa a movilizarse, una multitud se formó frente al Palacio Presidencial y otra multitud en los alrededores del Hospital de la Policía, lugar en donde estaba retenido el presidente, para exigir su liberación. En el conflicto entre los policías amotinados y los manifestantes a favor de Correa en las afueras del Hospital de la Policía, murió un estudiante.
Alrededor de las 9 de noche se dio inicio a una incursión militar en el hospital, la toma por asalto a la casa de salud había sido ordenada por la presidencia ecuatoriana desde el mediodía. En medio de un tiroteo que duró más de 20 minutos, transmitido en vivo por la televisión nacional, llevado a cabo entre fuerzas especiales del Ejército ecuatoriano y la policía de operaciones especiales contra los sublevados de la Policía Nacional

el ejército logró retirar del hospital al presidente quien había estado allí por unas 10 horas.
 El operativo del ejército contó con la participación de 900 efectivos.
En distintas partes del país se reportaron manifestaciones, disturbios y saqueos durante estos acontecimientos.

Al día siguiente el ministro de Salud de Ecuador dijo que la crisis había dejado ocho muertos y 274 lesionados, de los cuales 25 se encontraban en estado crítico.
El gobierno ecuatoriano maneja una teoría conspirativa sobre la huelga y su posterior conflicto alegando que fueron producto de un complot planificado por la oposición para derrocar al presidente, por lo que la catalogó como un intento de golpe de Estado, afirmación que es respaldada por organismos internacionales como Unasur, la OEA
, la ONU y varios medios de comunicación como TeleSUR.
Sin embargo esta descripción no es compartida por otros actores como centros de estudios políticos y analistas nacionales e internacionales que califican el conflicto como un motín que se salió de control tanto para los policías rebeldes como para el gobierno y que terminó en revuelta, en la actualidad el tema es objeto de controversia.

 Durante el transcurso del conflicto los líderes y partidos de oposición hicieron público su respaldo al orden democrático constitucional aunque coinciden en que la versión de la conspiración golpista es una exageración del gobierno con el fin de victimizarse y aumentar su popularidad. La ONU ante la existencia de discrepancias sobre lo ocurrido el 30-S formó una comisión que se entrevistó con miembros del gobierno, emitiendo un comunicado en enero de 2012 de que los hechos "constituyeron un intento de desestabilización política, y una amenaza al orden constitucional y democrático" sin mayores detalles.
En 2011 se realizaron varios juicios a supuestos autores y cómplices de lo que para el gobierno de Rafael Correa fue un intento de golpe de Estado y magnicidio, en ninguno de ellos pudo probarse tales acusaciones y los encausados han sido sobreseídos en su mayoría. Ante esto el presidente Correa habla de un caso de corrupción de los jueces en complicidad con la prensa privada para que el 30-s quede en la impunidad. Mientras voces opositoras dicen que con dificultad se podrá ocultar que los incidentes del 30-S son el resultado de un irresponsable operativo político del gobierno de Correa que buscó aprovecharse de las protestas iniciales como plataforma de propaganda, asistiendo el presidente ecuatoriano por decisión propia al foco de manifestaciones a dar un discurso agresivo contra los manifestantes, sin medir las consecuencias.

## Antecedentes
El 11 de agosto de 2010 la Asamblea Nacional del Ecuador aprobó la Ley de Servicio Público, que dicta que las Fuerzas Armadas, Policía Nacional, Aviación Civil deben ser integradas a la Ley de Servicio Público, y que las instituciones educativas de esas fuerzas deben ser asignadas al ámbito del Ministerio de Educación, y que los servidores administrativos de las fuerzas deberán adscribirse al sistema educativo público. En la ley se expresa se respetan los derechos que tienen los efectivos de las fuerzas "a recibir condecoraciones, reconocimientos, porque ellos no cobran horas extras, ni complementarias, tienen jornadas y horarios especiales".

### Supuesta disolución de la Asamblea Nacional
El presidente de la República meses antes de los hechos del jueves 30 de septiembre de 2010 habló acerca de la figura constitucional de la muerte cruzada. La "muerte cruzada" está fundamentada en el artículo 148 de la constitución de la República de Ecuador que dice: 

La presidenta o presidente de la República podrá disolver la Asamblea Nacional cuando a su juicio, ésta se hubiera arrogado funciones que no le competan constitucionalmente, previo dictamen favorable de la Corte Constitucional; o si de forma reiterada e injustificada obstruye la ejecución del Plan Nacional de Desarrollo, o por grave crisis política y conmoción interna. Esta facultad podrá ser ejercida por una sola vez en los tres primeros años de su mandato.

Como justificación para tal acción el presidente usaría el argumento de que la Asamblea Nacional de forma reiterada e injustificada obstruye la ejecución del Plan Nacional de Desarrollo, al no tramitar rápidamente las leyes. Máximo siete días luego de la publicación del decreto de disolución, el Consejo Nacional Electoral, convocará para una misma fecha a elecciones legislativas y presidenciales.
El martes 5 de octubre de 2010, luego de la rebelión del jueves 30 de septiembre de 2010 y tras una reunión con el presidente Correa, el canciller, Ricardo Patiño y el secretario jurídico de la Presidencia, Alexis Mera descartaron que el primer mandatario vaya a convocar la muerte cruzada. Sobre los rumores se dijo: 

Por el momento no es un escenario, fue un rumor que salió
Alexis Mera en el Palacio Nacional

## Desarrollo

### Huelga de los policías y bloqueo militar del aeropuerto
Las protestas policiales comenzaron en la mañana del jueves 30 de septiembre, y continuaron con la toma del Cuartel General de Quito. Un grupo de militares de tropa de la Fuerza Aérea cerró, el ahora conocido, Antiguo Aeropuerto Internacional Mariscal Sucre, posteriormente se retiraron de la protesta[cita requerida]. 
La protestas policiales se extendieron a varias ciudades de Ecuador, e incluyeron la quema de cauchos, bloqueo de vías y disturbios, mientras dejaron sin vigilancia las ciudades creando un caos en la ciudadanía y en el desarrollo del país.

### Incidentes en la Asamblea Nacional
En la sede de la Asamblea Nacional los policías de la escolta legislativa con alrededor de 30 uniformados en motocicleta se tomaron el edificio e impidieron el ingreso de personas en la mañana obstaculizando la sesión de trabajo. Un intenso conflicto se dio debido a esto entre asambleístas y policías. Una asambleísta sufrió asfixia y golpes en la nariz. Luego de forcejeos y negociaciones con los asambleístas oficialistas y opositores de que atenderían las demandas de los huelguistas, los parlamentarios pudieron ingresar y la escolta se comprometió a velar por su seguridad.

### Discurso de Correa e inicio de los hechos violentos
«¡Si quieren matar al presidente, aquí está, mátenlo si les da la gana, mátenlo si tienen poder, mátenlo si tienen valor en vez de estar en la muchedumbre cobardemente escondidos!», gritó el presidente Rafael Correa, desafiando a los policías en huelga.
Aproximadamente a las 11:00 AM (UTC-5) del jueves 30 de septiembre, el presidente de la República, Rafael Correa se acercó al lugar en el cual se encontraban produciéndose las protestas para intentar mediar en la situación, que se llevaban a cabo en el Regimiento N.º 1 de la Policía Nacional de la ciudad de Quito, en donde luego de un discurso que diera el Presidente se lanzaron gases lacrimógenos que afectaron al Presidente. Correa en su discurso comparó a los policías cómo era su situación antes de su Gobierno y después de su subida al poder. Indicó que los sueldos se les duplicaron y que "nunca antes se había destinado tanto presupuesto para la Policía Nacional".
Correa se lastimó la pierna que se había operado días antes. Los agentes de policía de su seguridad personal, luego de ponerle una máscara antigás, llevaron al presidente al Hospital de Policía Nacional para que le atendieran la rodilla.

### Correa en el Hospital
Los policías en huelga siguieron a Correa hasta el hospital y la situación se complicó, pues buscaban retener al presidente para presionar una negociación a la Ley en mención. Miembros del gabinete presidencial y militantes del partido de gobierno Alianza PAIS intentaron ingresar pacíficamente al hospital durante la retención del presidente, pero la situación al final derivó en incidentes y agresiones físicas de parte de los policías, según indicó el canciller Ricardo Patiño
. 
Aunque el lunes 4 de octubre tres de los coroneles de policía imputados por los hechos del 30 de septiembre han afirmado que Patiño llegó con un grupo de militantes a desafiar a los policías.

### Protestas a favor del presidente
Alrededor de las 13:00 partidarios de Correa, instados por el canal público, se comienzan a dar cita en las afueras del Palacio Presidencial. En la ciudad de Cuenca también alrededor de la misma hora cientos de personas se manifestaron a favor del Presidente.
Posteriormente en las afueras del Hospital de la Policía en la avenida Mariana de Jesús en el Norte de Quito, en la tarde comenzaron a acumularse miles de personas que protestaban por la retención de Correa en el Hospital de la Policía por parte de policías rebeldes amotinados, instados por el canciller Patiño quien encabezó una marcha junto con otros líderes oficialistas quienes convocaron a la población de Quito a enfrentarse a la policía para "rescatar al presidente". Los manifestantes llegaron con palos y banderas con el eslogan "Esto no es Honduras, Correa es presidente" y los policías respondieron a los manifestantes con gases lacrimógenos y corean el eslogan "El pueblo uniformado, también es explotado". En las protestas afuera del Hospital de la Policía para exigir la liberación del Jefe de Estado el estudiante de Economía de la Universidad Central de Quito, Juan Pablo Bolaños Fernández, murió mientras participaba en estas.

### Agresiones de los policías a la prensa
Varias organizaciones como Fundamedios y Reporteros sin fronteras informaron las denuncias de agresiones a diversos comunicadores durante las protestas. Los periodistas y comunicadores formaban parte de diversos medios nacionales como: Ecuador TV, Radio pública del Ecuador, Ecuavisa, Teleamazonas, Canal Uno, revista Vistazo, Asociación permanente de los derechos humanos, Presidencia del Ecuador, Radio Capital, diario El Comercio; e internacionales como: RadioTekno : Telesur y Agencia France Presse.

### Saqueos y caos delictivo
Por la protesta policial hubo un descontrol delictivo en varios barrios de Guayaquil, registrando innumerables saqueos, 5 fallecidos y 28 heridos. También se registraron 24 robos grandes en las provincias de Guayas, Manabí, El Oro, Esmeraldas, Santa Elena y Azuay y 46 heridos en todo el territorio excepto Quito y Guayaquil. En general los saqueos y robos generaron pérdidas por 4 781 901 dólares.
Estos hechos fueron informados libremente por todos los canales hasta las 13h21 donde se obliga a enlazarse a la cadena nacional. En el transcurso de la cadena nacional se hizo mención a la ciudad de Guayaquil en 2 ocasiones:
- 17h55, el ministro de Agricultura Ramón Espinel, dijo que ha pasado todo el día con el gobernador manejando la situación que se ha estado dando en Guayaquil, donde afortunadamente la ciudad entera ha estado en una absoluta calma.
- 18h22, el gobernador, el coronel Ruales, Ricardo Antón, del Consejo de Tránsito; Jorge Gross, comandante de la Fuerza de Tarea N.º 2; y el coronel Loaiza, dirigen mensajes a la Policía y dicen que los militares controlan la ciudad.

### Estados de excepción
El presidente Rafael Correa firma digitalmente, a las 13h21 del jueves 30 de septiembre de 2010, el decreto 488 que declara estado de excepción en todo el territorio nacional durante 5 días hasta el martes 5 de octubre de 2010. Con el cual se dispone la movilización nacional y militar de las Fuerzas Armadas para garantizar a los habitantes del Ecuador: la seguridad interna, ciudadana y humana; debido a los hechos suscitados por la Policía Nacional. Posteriormente el estado de excepción se extendió a nivel nacional 3 días más hasta el viernes 8 de octubre de 2010.
El sábado 9 de octubre de 2010 se anuncia la extensión del estado de excepción de forma indefinida solo en Quito, capital de la República. Este estado de excepción rigió durante 60 días, tiempo máximo constitucionalmente establecido, por no ser renovado el miércoles 8 de diciembre de 2010.
Para finalizar un nuevo estado de excepción fue determinado el jueves 9 de diciembre de 2010 solo en la Asamblea Nacional y ha sido renovado regularmente hasta la fecha del viernes 6 de julio de 2012. [actualizar]

### Cadena nacional
Después de 2 órdenes previas, a las 11h30 y 13h00, y una vez que fue firmado electrónicamente el decreto que ponía en vigencia el estado de excepción a las 13h21 se obliga desde las 14h05 hasta las 20h00, que las estaciones de radio y televisión difundan la cadena nacional "indefinida e ininterrumpida" cuya matriz fue el canal público Ecuador TV que en ocasiones transmitía la señal del canal Gama TV, en ese entonces incautado y administrado por el Estado. En la cadena nacional se entrevistaron a personajes afines al gobierno y de la oposición.
A las 17h41 el presentador del canal Gama TV reporta que, supuestamente, policías quieren derribar antenas de la televisora. Queremos lamentar este atentado a la libertad de expresión, refiere. Posteriormente, entre las 18h33 y 18h56, se pasan imágenes de gente que rodea las afueras de EcuadorTV y agrede las instalaciones, se dice que han sido invadidos por miembros de la Policía y que agredieron a sus compañeros del control máster, finaliza el episodio entrevistándole a la asambleísta alterna, María Alejandra Cevallos y al exabogado de Lucio Gutiérrez, Pablo Guerrero (este último apenas comienza su entrevista al cortarse la señal). María Alejandra Cevallos dice: "Quisiera aclarar que nuestra interrupción quizás fue un poco violenta... porque llegamos con toda la intención de pedir que nos den un espacio, dado que este es el único medio que está transmitiendo a nivel nacional (...) estamos aquí para que se conozca que no existe solo un lado, que es lo que han estado transmitiendo”. Cuenta que no toda la gente que está en la Plaza Grande es de Quito, sino que llegaron en buses; y que quienes ingresaron al canal no representan a nadie. Se queja de que en la Asamblea se logren acuerdos que toman tiempo y luego el Presidente cambie textos (de leyes) y rompa todo; y hace alusión a la Ley de Servicio Público. “Si hoy los policías decidieron salir a manifestar, es porque están inconformes..."
Luego de 6 horas de haber comenzado, la cadena nacional finaliza a las 20h00. Se da paso a que los medios emitan como les convengan el desarrollo del operativo de rescate del Presidente de la República.

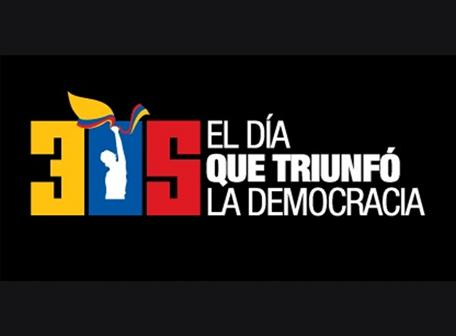
Propaganda del gobierno Correista en años posteriores al 30S

### Operativo militar: Rescate del presidente y balacera entre uniformados
Alrededor de las 15:00, el jefe del Comando Conjunto de las Fuerzas Armadas, Ernesto González, ofrece una rueda de prensa en que reafirma su lealtad a Correa. Poco después se empieza a planear el rescate del Mandatario. El comandante del ejército ordena desde la tarde la salida de camiones con cientos de militares desde los destacamentos del centro del país (Provincias de Cotopaxi y Chimborazo) con dirección a Quito, demoran tres horas en llegar a la capital.[cita requerida]
Correa permaneció secuestrado en el hospital cerca de nueve horas, hasta que en la noche, mientras al parecer se realizaba un operativo conjunto entre la policía de operaciones especiales y los policías insubordinados para sacar al presidente del edificio, un violento operativo militar desató un fuego cruzado de más de veinte minutos entre policías rebeldes y militares del ejército ecuatoriano junto a policías del Grupo de Operaciones Especiales (GOE), quienes luego de la balacera rescataron al Presidente del Hospital de la Policía Nacional. Los detalles de la operación aún no han sido del todo clarificados. A las 21:39 horas de Quito el presidente fue rescatado y llevado inmediatamente al Palacio de Carondelet.

### Discurso presidencial en Carondelet
En el Palacio de Carondelet Correa envió un mensaje a la televisión nacional e internacional, con un discurso denunciando una conspiración de la oposición en su contra y celebrando los logros de su "gobierno de la Revolución Ciudadana" frente a sus simpatizantes reunidos en la Plaza de la Independencia, quienes lo recibieron en un festejo con altoparlantes y pantalla gigante. 
Luego del rescate, Correa inmediatamente se presentó en el Palacio de Carondelet ante un grupo de 1000 a 2000 simpatizantes, y dio un discurso frente a la prensa nacional e internacional. Pidió un minuto de silencio por los caídos en la balacera y presentó la jornada de conflictos como una conspiración golpista planificada por el expresidente ecuatoriano Lucio Gutiérrez, quien al día siguiente respondió que la acusación es una distracción para desviar la atención de los problemas del actual gobierno.

## Reacción internacional

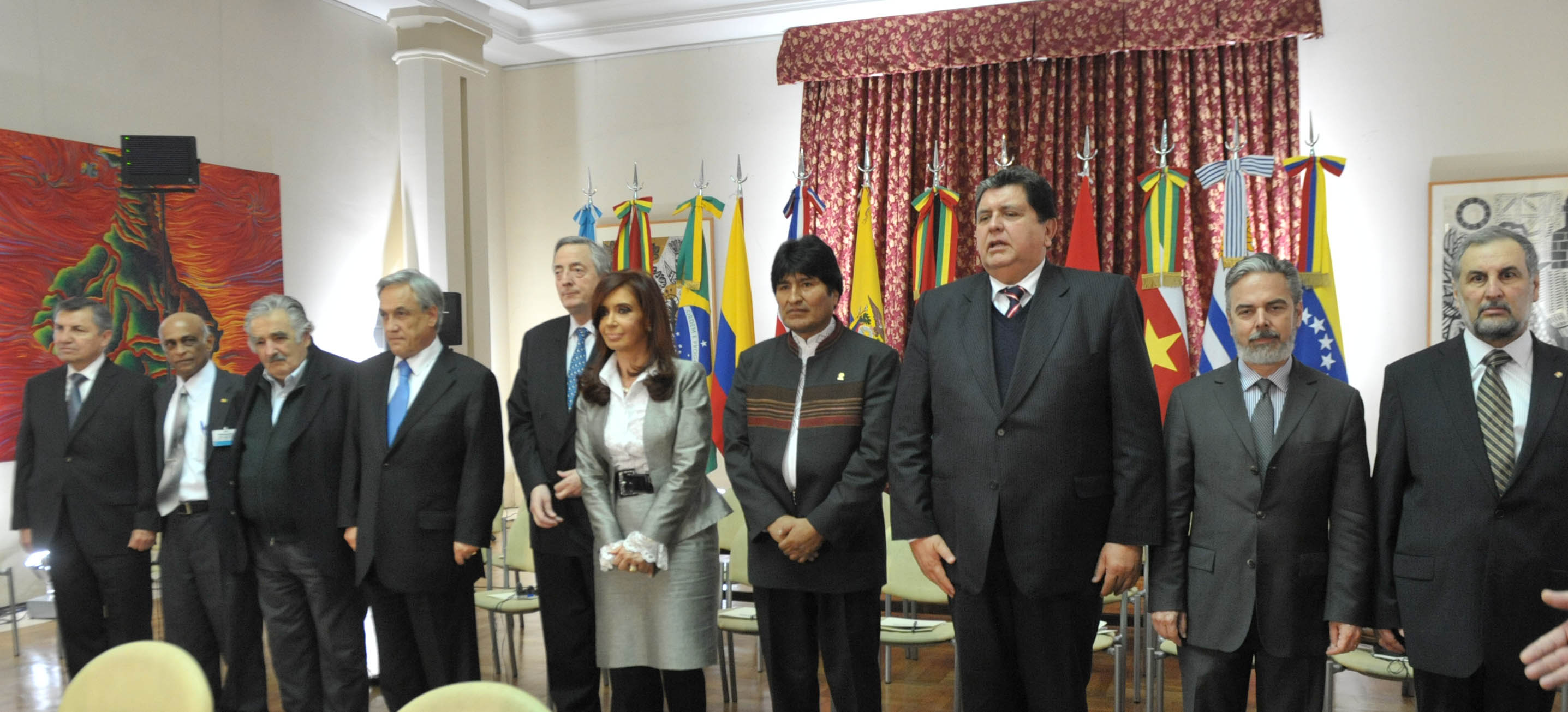
Los presidentes latinoamericanos viajaron a Buenos Aires para una reunión extraordinaria de la Unasur para tratar la crisis en Ecuador.

El hecho ha sido condenado de forma unánime por la mayoría de los países latinoamericanos y los Estados Unidos, como así también la Unasur, la OEA, la ONU y la ALBA.
- Argentina: El canciller de la Argentina, Héctor Timerman, dijo que Unasur no tolerará en Ecuador situación como la de Honduras, dando así total apoyo al presidente ecuatoriano Rafael Correa.
- Bolivia: El presidente Evo Morales acusó a Washington de estar detrás de los acontecimientos, dijo: "A los presidentes como el venezolano Hugo Chávez, como en Bolivia, al compañero Rafael Correa, nos acusan de totalitarios, de dictadores, de autoritarios, desde el Departamento de Estado de los Estados Unidos, pero sí desde allá se gestan Golpes de Estado".[85]

- Colombia: La canciller María Ángela Holguín, a nombre del gobierno del presidente colombiano Juan Manuel Santos, informó que Colombia cerraba sus fronteras y el comercio con Ecuador en señal de rechazó por la "situación que no puede pasar ni en Ecuador ni en ningún país" y envió un mensaje de "respaldo incondicional" al presidente Correa.[86]

- Costa Rica: La presidenta Laura Chinchilla Miranda señaló que lo ocurrido en Ecuador fue un intento de golpe de Estado y de inmediato mostro su apoyo al gobierno de Rafael Correa.

- Chile: El presidente Sebastián Piñera estuvo en comunicación directa con Rafael Correa mientras se encontraba recluido en el hospital, por lo que le mostró el respaldo del gobierno chileno. Además, en la noche del 30 de septiembre, Piñera viajó a la Ciudad de Buenos Aires, Argentina, para asistir a la reunión convocada por Unasur. A su vez el embajador de Chile en Quito, Juan Pablo Lira, afirmó en la mañana del 1 de octubre que 'definitivamente no fue' golpe de Estado el levantamiento policial y de militares contra del gobierno de Rafael Correa, en contradicción a la opinión de algunos presidentes de la región, y que 'Probablemente se dieron ciertas características que 'pudieron hacer pensar' que se podía producir una situación de esa naturaleza. Afortunadamente el agua no llegó al río", aseguró el diplomático en entrevista telefónica. Lira añadió que hubo "un pronunciamiento absolutamente taxativo y categórico de las Fuerzas Armadas ecuatorianas de total apoyo al régimen democrático".[87]

- El Salvador: El Ministerio de Relaciones Exteriores comunicó su consternación por el hecho.[88]

- España: El ministro de Asuntos Exteriores y de Cooperación, Miguel Ángel Moratinos, condenó tajantemente cualquier intento o golpe de Estado en Ecuador, nada más conocerse la revuelta policial que se produjo en ese país, mostrando su respaldo al gobierno legítimo. El Presidente del Gobierno, José Luis Rodríguez Zapatero, estableció contacto telefónico con el presidente ecuatoriano, Rafael Correa, quien le informó, desde el hospital donde se encontraba, de la tensa situación que se vivía en su país, poco antes de que se restableciera la normalidad en Ecuador. El presidente Rodríguez Zapatero le transmitió a Rafael Correa el apoyo del Gobierno español a las instituciones democráticas ecuatorianas y condenó la insubordinación de parte de las fuerzas de seguridad del país.[89][90]

- Estados Unidos: La secretaria de Estado Hillary Clinton apoyo a Ecuador y a su actual presidente, Rafael Correa, diciendo "Nosotros apoyamos al gobierno democrático de Rafael Correa".[91] El Gobierno de Washington rechazó además las acusaciones de los gobiernos de Venezuela y Bolivia sobre la supuesta implicación en crisis de Ecuador, "Es una acusación infundada", indicó el 4 de octubre en su rueda de prensa diaria el portavoz del Departamento de Estado estadounidense, Philip Crowley. Crowley recordó este lunes que Washington "tiene profundas diferencias con el gobierno de Chávez" pero que "está dispuesto a dialogar con ese gobierno, al igual que lo hace con otros".[92] La secretaria de Estado de Estados Unidos Hillary Clinton urgió el jueves 6 de octubre a Ecuador a trabajar por el restablecimiento "rápido y pacífico" del orden, aseguró que su Gobierno "deplora la violencia y el caos", y expresó su "pleno apoyo" a Correa y las instituciones del Gobierno democrático en ese país.

- México: El presidente Felipe Calderón Hinojosa comunicándose vía telefónica y mediante un comunicado de prensa a expresando su total apoyo al presidente Rafael Correa y a la institucionalidad democrática de Ecuador.[93]

- Nicaragua: El presidente Daniel Ortega ha catalogado al hecho como intento golpe de Estado, y ha expresado su rechazo categórico al mismo[94]

- Perú: El presidente Alan García calificó de intento de golpe de Estado al hecho, ordenando cerrar las fronteras hasta tanto Correa recupere su autoridad.

- Uruguay: El Ministerio de Relaciones Exteriores del Uruguay emitió una declaración condenando «el ataque sufrido por el señor Presidente Constitucional Rafael Correa» y manifestando un «firme respaldo al Gobierno Constitucional».[95]
- Venezuela: El presidente Hugo Chávez acusó a Washington de estar detrás de los acontecimientos.[85] Según EFE, el presidente venezolano, Hugo Chávez, volvió a relacionar a Estados Unidos con el intento de golpe y aseguró que la condena de Unasur constituye una "lección" para los "fascistas".

- Unión de Naciones Suramericanas: En la noche del mismo jueves, en la ciudad de Buenos Aires, varios presidentes de la Unasur se reunieron en la cancillería Argentina para condenar y analizar el intento de golpe de Estado, expresando total apoyo al presidente de Ecuador, Rafael Correa.

- La Sociedad Interamericana de Prensa (SIP) "condenó enérgicamente cualquier movimiento en Ecuador destinado a desestabilizar las instituciones y el orden democrático, aunque al mismo tiempo advirtió sobre la violación a la libertad de prensa que implica la obligatoriedad de enlazar a la televisión y la radio privada, a la señal de la cadena estatal."[96] A esto el canciller de Ecuador Ricardo Patiño dijo “Yo quisiera que, en algún momento, la SIP se ponga del otro lado y se pregunte cuánta presión tiene alguna prensa sobre el gobierno de Ecuador”, respondió el jefe de la diplomacia ecuatoriana. “No espere la SIP que este gobierno se quede callado ante las permanentes muestras de sesgo informativo, ante la serie de mentiras que permanentemente se dicen”, añadió.[97]

## Consecuencias del conflicto

### Saldo oficial de víctimas
Según informe del Ministerio de Salud, ese día a escala nacional hubo 10 fallecidos: 5 en Guayaquil, en incidentes no relacionados y 5 en Quito relacionadas directamente con las protestas. Las víctimas relacionadas fueron: 
- 1 civil

Estudiante de Economía de la Universidad Central, Juan Pablo Bolaños;
- 2 Miembros de las Fuerzas Armadas

Soldado, Darwin Panchi;
Soldado, Jacinto Cortez Jhayya;
- 2 Miembros de la Policía Nacional

Edwin Efrén Calderón Landeta;
Froilán Jiménez;
Además hubo 274 heridos, 200 de los cuales fueron en Quito, 28 en Guayaquil y 46 en el resto de provincias.
Respecto a las balas dispersas a las afueras del hospital de la policía y del regimiento Quito #1, en la mañana del viernes 1 de octubre de 2010 las calles y calzadas fueron limpiadas por brigadas de limpieza municipal mientras que las balas encontradas en los jardines y el interior de las instituciones fueron recogidas por personal presuntamente policial.
Las balas de los cuerpos de 3 fallecidos -incluyendo la de Edwin Calderón que fue disparado por impedir un saqueo en el centro de Quito- fueron recuperadas e identificadas como proyectiles calibre 2,23 de fusil que son usados por todas las fuerzas especiales tanto de fuerzas armadas como de policía nacional.
Las autopsias realizadas a los cuerpos de los dos militares -que llegaron heridos al Hospital Militar de Quito- fueron post exhumación por orden de la Fiscalía General del Estado de Ecuador, ya que los cadáveres primero habían sido entregados a sus familiares quienes les dieron sepultura. En la autopsia del militar Jacinto Cortez se encontraron 2 fragmentos de bala por lo que requirió mayores análisis para tratar de encontrar estrías y poder identificar el arma que las disparó, mientras que en el cuerpo del militar Darwin Panchi no se encontraron balas ya que en el hospital se las retiraron al ser operado, lo que rompió la cadena de custodia.

### Impresiones de Rafael Correa
Correa dijo durante el Enlace ciudadano del sábado 2 de octubre de 2010 que «Les falló el plan porque posiblemente no se esperaban que fuera al Regimiento Quito, y al fallar el intento desestabilizador aplican el plan B para asesinar al presidente, "¡Llévenlo al punto Nono!", ordenaban por radio, que equivalía a decir ¡Asesínenlo!. "La maldad era tan grande"», dijo además que «el 30 quisieron partirme la rodilla recién operada, al salir del Regimiento Quito, y uno de los escoltas se cruzó en el golpe cuando me iban a dar un toletazo y es a él a quien le parten el tobillo». 
Sobre el corredor de seguridad que la policía ofreció a Rafael Correa antes de abandonar el hospital escoltado por las fuerzas especiales dijo que era realmente «una emboscada para matarlo» porque a su salida dispararon al auto con balas de grueso calibre, las que perforaron el chaleco de quien lo protegía y lo mató, e impactaron cinco veces en el vehículo. «Nunca esperé que ese intento viniera de la policía nacional, que este gobierno le ha incrementado el salario a todos en 81 por ciento como promedio, pero son 42000 miembros y los insubordinados fueron un grupo proporcionalmente muy pequeño de esa fuerza».

### Controversia sobre si Correa estuvo o no secuestrado
En un inicio hubo rumores de que el presidente se encontraba secuestrado, ante ello Ecuador TV en cadena nacional entrevista telefónicamente a las 14h21 al director del Hospital de la Policía, coronel de la policía César Carrión, quien dijo «Aquí el personal de seguridad está cuidando [...] Hemos escuchado que está secuestrado, no lo considero así porque debería estar con algunas personas que lo retengan. Eso no está sucediendo porque estamos observándole al señor Presidente que está, inclusive, comunicándose hacia el exterior». Después el comandante de la Policía de Ecuador, general Freddy Martínez, reiteró que el presidente Rafael Correa no está retenido.
A las 16h33 Irina Cabezas, presidenta  de la Asamblea, en el set de Ecuador TV indica que el presidente se encuentra secuestrado con las siguientes palabras «la Asamblea puede considerar los artículos planteados, pero no bajo presión, no un intento de secuestro en que tienen al Presidente [...]».
La versión del secuestro fue respaldada por Rafael Correa -a las 18h09 en entrevista telefónica- quien dijo que «Lo escuchaba a Freddy -Ministro de turismo- decir que el Presidente está gobernando la nación desde el hospital, y tiene razón Freddy. Todo el día he estado en contacto con todos los sectores de la patria [...]» luego los entrevistadores preguntan «¿Usted se siente secuestrado por estos insurrectos?» a lo que contesta «Por supuesto. En realidad las primeras horas no podía -salir- porque tenía suero y me estaban tratando la pierna, pero hace unas horas estoy listo para salir y no he podido porque no han despejado la salida [...] que mientras haya la medida de hecho, no hay nada que acordar. Ni se les ocurra traerme algo para firmar».
Posteriormente se divulgó una grabación policial durante la jornada en el centro hospitalario, donde ciertos efectivos policiales instaron por radio a los policías que se encontraban junto al jefe de Estado, a no permitirle salir e inclusive a matarlo si se negaba a «suspender los trámites de aprobación». Otros, por su parte, reclamaron la renuncia del mandatario, pero rechazaron tajantemente la idea de asesinarlo.

Maten rápido a ese hijo de puta de Correa, que lo maten para que se acabe esto ya, que se acabe esta protesta (...). Mátenle, embósquenle, dispárenle... Boten bala, no dejen salir a ese maldito (...), ese man (hombre) no sale si no firma, hoy no sale. -- Agente A --

A ver, compañeros, no hablemos de asesinatos, somos policías, somos representantes de la autoridad, defendamos nuestros derechos pero ese ciudadano que se largue y que deje de ser presidente... No somos revolucionarios, somos ciudadanos que protegemos nuestra integridad y exigimos nuestros derechos, tal como lo estipula la Constitución de la República que aprobó el señor presidente -- Agente B --

También se hizo público un vídeo donde se muestra la intención de los policías de disparar -en emboscada- al automóvil donde se encontraba el presidente. A pesar de que el automóvil donde fue rescatado el presidente Rafael Correa fue impactado por 17 proyectiles y que un policía de las fuerzas especiales que escoltó el vehículo murió en la balacera, los médicos que atendieron al presidente se mantuvieron en su versión inicial donde negaron que el mandatario estuvo secuestrado y dijeron que inclusive recibió atención privilegiada y que dio muchas entrevistas desde ahí.

### Debate existente: ¿golpe de Estado frustrado o motín fuera de control?
Para un sector de la opinión pública de Ecuador que incluye parte de la prensa nacional, partidos de oposición tanto de izquierda como de derecha, analistas políticos y capas de la población, así como diversos medios y analistas internacionales el conflicto del 30 fue un motín fuera de control, diferenciando la definición de revuelta de la definición de un intento de derrocamiento. Para la Unión de Naciones Suramericanas (Unasur), el ALBA, el presidente de Ecuador y otros jefes de Estado, así como la OEA, y el partido de gobierno y simpatizantes del presidente ecuatoriano, los hechos fueron un intento de golpe de Estado.

 
Esto ha provocado un intenso debate sobre la denominación del conflicto del jueves 30 de septiembre.
La comunidad internacional se hizo eco de la afirmación del presidente y calificó el hecho como un 'intento de golpe de Estado', mientras algunos medios de comunicación internacionales hablan más bien de 'levantamiento policial'.[cita requerida] Los medios ecuatorianos no se refieren al hecho como un golpe de Estado, sino como un amotinamiento o 'rebelión policial'. Los partidos y sectores de oposición a Correa dieron su respaldo al orden democrático aunque coinciden en que la versión del golpe de Estado es creada por el gobierno para victimizarse y levantar su popularidad. y al finalizar el supuesto golpe de Estado el presidente dijo entre lágrimas: "Cuando supe que murieron 1 cuidado de la policía nacional y 1 ciudadano de las Fuerzas Armadas, se me salieron las lágrimas pero no de temor si no de tristeza al ver que se ha derramado sangre ecuatoriana, sangre de hermanos ecuatorianos inútilmente, esto no tendrá perdón"

### Acusaciones mutuas entre Rafael Correa y Lucio Gutiérrez

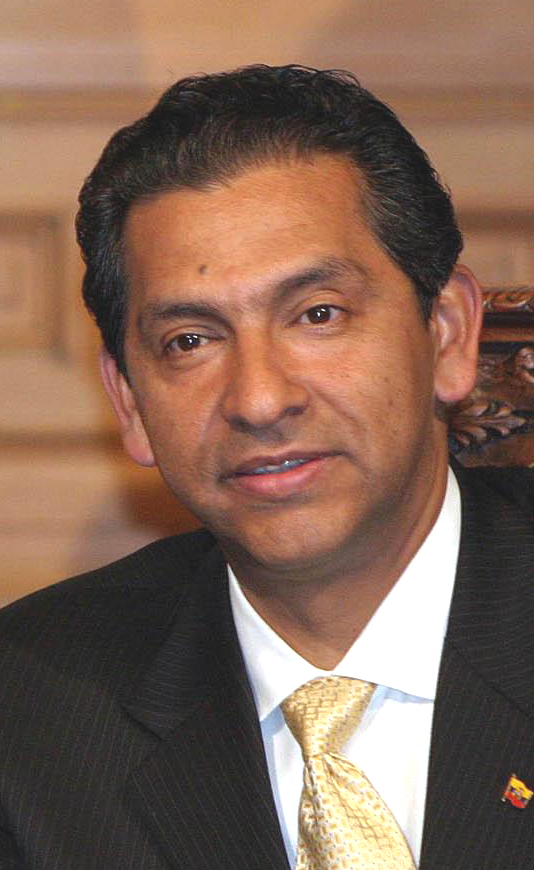
Lucio Gutiérrez expresidente y líder opositor, acusado por Rafael Correa de estar detrás de una conspiración para derrocarlo. Gutiérrez dice que Correa fue el responsable de la crisis.

Luego de su rescate el presidente Rafael Correa acusó al expresidente ecuatoriano Lucio Gutiérrez de estar detrás del "intento de golpe" porque según el los policías huelguistas gritaban que quien les había subido el sueldo había sido Gutiérrez y no él. Como precedente, Lucio Gutiérrez, quien también es exmilitar, fue derrocado en 2005 por un movimiento golpista encabezado por civiles quiteños que se llamó "Rebelión de los forajidos", en el que participó activamente Rafael Correa quien luego formaría parte del gabinete del gobierno sucedáneo de Alfredo Palacio.
Horas después, Gutiérrez, desde Brasil donde se encuentra para participar como observador en las elecciones generales, rechazó las afirmaciones de Correa y lo acusó de querer tapar escándalos políticos en su contra como las afirmaciones del entonces jefe de las FARC, alias Mono Jojoy, de que las FARC financiaron la campaña presidencial de Rafael Correa, y los contratos por 600 millones de dólares celebrados por el hermano del presidente con entidades del Estado y la red de corrupción de la familia del presidente recientemente denunciada por dos periodistas ecuatorianos en un libro. Gutiérrez responsabiliza de todo lo sucedido a Correa por enfrentar a "unos cuantos policías rasos" "de última jerarquía" de forma "irascible" "a los gritos", refiriéndose al discurso de Correa en el Regimiento No.1 y dijo que Rafael Correa, "magnificó" una "protesta policial" y "puso en vilo a la comunidad internacional" para presentarse como "víctima" y "esconder la corrupción" en su Gobierno, afirmó el 1 de octubre en una entrevista con EFE. "Eso lo habría resuelto un mayor, un capitán o un ministro, pero no era un asunto para el presidente", que vio la "oportunidad" de "sacarle provecho mediático" a la protesta, sostuvo Gutiérrez.
El expresidente Gutiérrez reveló incluso dijo que su hija Karina, subteniente del Ejército ecuatoriano, había participado en el rescate del presidente Correa.

"Papito bello: Como tú sabías, mi batallón se emplea en las situaciones de emergencia. Salí ayer al rescate y estuve en medio de los gases y los tiroteos. Yo sé que nunca arriesgarías la vida de nuestro pueblo. Por eso estoy orgullosa de ti. Te quiero mucho".
Correo electrónico de Karina a su padre Lucio.

También participó de la operación de rescate de Correa un primo del expresidente Gutiérrez, el mayor del Ejército Robert Vargas Borbúa, según indicó Gilmar Gutiérrez, asambleísta por Sociedad Patriótica y hermano de Lucio Gutiérrez. Gilmar Gutiérrez ha dicho que “Nuestros familiares estuvieron en el rescate” y que exige al gobierno mostrar las pruebas que revelen que Sociedad Patriótica está atrás de una supuesta conspiración.
El expresidente Gutiérrez en una entrevista a AFP difundida el viernes 8 de octubre descartó partir al exilio y aseguró estar dispuesto a contestar a la justicia ecuatoriana en el proceso que se le está formulando por presunta tentativa de golpe de Estado y asesinato contra Correa. Por otro lado, Gutiérrez acusó al secretario general de la OEA, José Miguel Insulza, de cumplir órdenes del mandatario venezolano, Hugo Chávez, por calificar el conflicto del jueves 30 de septiembre como un plan golpista ante la comunidad internacional y sostuvo que la OEA está perdiendo legitimidad.
Hay un reportaje de octubre de 2010 de un canal dirigido por el oficialismo donde se muestra capturas de video a un grupo de asambleístas y personajes de oposición vinculados al Partido Sociedad Patriótica y al Partido Social Cristiano que según afirma el reportaje se reunieron a puerta cerrada en el Hotel Le Parc de Quito el 30 de septiembre del mismo año. El reportaje insinúa que esta y otras reuniones a puertas abiertas son una prueba de la supuesta conspiración.

### Cambios en la institución policial
El general Freddy Martínez renunció a su cargo el viernes 1 de octubre de 2010, tras los hechos del día anterior. Fue reemplazado por el general Florencio Ruíz quien afirmó que su "primera tarea será normalizar los servicios de la institución".
El general Martínez, afirmó en una rueda de prensa que sospechaba que 

"en las protestas de los policías hubo infiltrados externos (...) Ayer fue un día lamentable, crítico, caótico. Hubo desorden por doquier, se irrespetó al comandante general, al ministro del Interior y, por si fuera poco, al presidente de la república. Los policías, que estamos llamados a mantener el orden y la tranquilidad ciudadana, ayer provocamos desorden".

La Fiscalía General del Estado, por medio de su titular Washington Pesántez, ha indicado se investigará quiénes fueron los responsables de la revuelta policial. Los posibles cargos a imputar son el cometimiento de delitos como secuestro y tentativa de asesinato al primer mandatario. Según el fiscal general y el secretario jurídico de la presidencia del Ecuador Alexis Mera, solamente se imputará a "quienes dispararon contra el Presidente de la República, quienes organizaron un magnicidio, le dispararon al carro, atentaron contra la vida del ministro de Gobierno, quienes pegaron al secretario de la Administración y al canciller".
Entre las medidas dictadas hasta el miércoles 6 de octubre está la detención de 50 policías por su supuesta participación en la sublevación contra Correa. El Ministerio del Interior dice que se trata de una detención preventiva de 24 horas y que tras las audiencias de este miércoles se determinarán otras medidas.
Adicionalmente el presidente Correa y el ministro Patiño denunciaron durante una rueda de prensa internacional, la existencia de un grupo parapolicial anticomunista llamado Grupo Armado Policial (GAP), que estaría formado por policías y exagentes, y que habría participado en las protestas. Uno de los comandantes de policía encargado niega que existan este tipo de grupos dentro de la institución pero que igual habrá que investigar.

### Aumento de sueldo para policías y militares
A tres días de los sucesos del jueves 30 de septiembre, el día lunes 4 de octubre, el gobierno ecuatoriano anunció un incremento de sueldos para miembros de cuatro rangos medios de la Policía y las Fuerzas Armadas de alrededor del 25%, lo que representa entre 400 a 540 dólares adicionales. El gobierno argumenta que esto se debe a una política de homologación salarial del sector público y que no se relaciona con el conflicto de días anteriores. El acuerdo ministerial que decreta oficialmente el aumento se firmó el martes 5 de octubre.

### Detenciones a policías y civiles
El mayor retirado del Ejército ecuatoriano Fidel Araujo, fue detenido el martes 5 de octubre cerca al Instituto de Seguridad de las Fuerzas Armadas (ISSFA), en Quito, después de que un Juzgado de Garantías penales de Pichincha, lo solicitara a pedido de la Fiscalía General del Estado. La Fiscalía solicitó la detención provisional de Araujo para investigarlo por estar presente en la huelga. Araujo fue acusado por Correa de ser cercano al expresidente Lucio Gutiérrez. Araujo aseguró que su "presencia en el lugar fue coyuntural" y que estando allí se unió a la huelga. También rechazó las declaraciones del presidente Rafael Correa, quien lo acusó a él y al expresidente Lucio Gutiérrez de ser el organizador del "intento de golpe de Estado".
Los coroneles Julio Cueva, Marcelo Echeverría, y Manuel Rivadeneira, enfrentan una instrucción fiscal y se tienen "medidas cautelares sustitutivas a la prisión, con orden de arraigo".
Freire anunció que se identifica a todos los que participaron en la revuelta policial para seguir vinculando al proceso de instrucción, al precisar que además de policías hay civiles entre ellos María Alejandra Cevallos y Pablo Guerrero, a quienes se identifica cercanos a posiciones de derecha política y que son acusados en la toma del canal del Estado Ecuador TV. También serán convocados a rendir su versión el expresentador de televisión Carlos Vera ahora activista político opositor a Correa, la asambleísta opositora Lourdes Tibán del partido indigenista Pachacutik, los dirigentes del partido marxista MPD en la oposición, Luis Villacís y Ciro Guzmán, y el exdirigente del sindicalismo petrolero, Diego Cano, también opositor.
Aproximadamente un centenar de personas fueron investigadas por la crisis. En 2011 se realizaron varios juicios a supuestos autores y cómplices de lo que para el gobierno de Rafael Correa fue un intento de golpe de Estado y magnicidio, en ninguno de ellos pudo probarse tales acusaciones y los encausados han sido sobreseídos en su mayoría. Al mismo tiempo que una sentencia declaraba inocente y dejaba en libertad al coronel Carrión (exdirector del hospital de la policía en cuestión, enjuiciado luego de decir ante CNN que Correa nunca fue forzado a permanecer dentro del hospital sino que ingresó y estuvo por su propia voluntad), se daban a conocer investigaciones internacionales que vinculan a Rafael Correa con las FARC (dando dinero para su campaña presidencial), ante lo cual Correa retó a Carrión a someterse los dos a un detector de mentiras.

### Debate legislativo sobre los motivos de la sublevación
La Asamblea Nacional de Ecuador sesionó la noche del jueves 7 de octubre, a una semana de los incidentes. El oficialismo, con el objeto de conseguir una votación unánime para condenar los actos del jueves 30 de septiembre presentó un proyecto de resolución de siete artículos, que indica que la rebelión puso en riesgo la institucionalidad democrática del país pero sin incluir ninguna de las dos tesis que el ejecutivo impulsa sobre los hechos de ese día: el secuestro y el golpe de Estado.
Pese a que esta era una resolución que la oposición calificaba de sensata, el debate sostenido durante más de siete horas no reflejó reconciliación. Aunque la sesión transcurrió con cierta calma, el debate fue un cruce de acusaciones mutuas entre oficialismo y oposición sobre los supuestos responsables de los golpes de Estado o la desestabilización institucional en la historia reciente del país.

### Juicio de Rafael Correa contra Emilio Palacio y Diario El Universo en 2011-2012
Las supuestas órdenes de Correa dadas a los militares de disparar a discreción hacia un recinto lleno de civiles como el hospital, y que Correa desmiente diciendo que él no ordenó su rescate, han sido motivo de polémica. Un editorial del columnista Emilio Palacio sobre el tema, en el que responsabilizaba al presidente por los muertos del operativo y solicitaba una investigación sobre la acción militar y la responsabilidad del mandatario, ha motivado su propia polémica sobre la libertad de expresión, el derecho a la honra de los funcionarios públicos y la validez del delito de desacato, el acceso a la información gubernamental y la responsabilidad de los medios de comunicación sobre lo que publican. Este editorial publicado en el diario El Universo el domingo 6 de febrero de 2011, motivó una demanda por parte de Correa solicitando 10 años de cárcel para el periodista Palacio, y el pago de 80 millones de dólares por parte del editorialista y los hermanos Carlos, César y Nicolás Pérez - los accionistas principales del diario - para Correa. En menos de 24 horas de la audiencia de juzgamiento realizada el martes 19 de julio de 2011 ante juez suplente de lo penal Juan Paredes - quien solamente estuvo en el cargo 33 horas - este dictó sentencia condenatoria de 3 años de cárcel para los hermanos Pérez y Palacio, los que según esta sentencia deberán pagarle a Rafael Correa 30 millones de dólares, mientras la persona jurídica El Universo deberá pagar a Correa 10 millones de dólares.
Los sentenciados anunciaron que impugnarían la sentencia, mientras muchos diarios de la prensa internacional se solidarizaban con ellos. Pocos días después los sentenciados fueron perdonados por el presidente Correa, alegando que:

"Hay perdón pero no olvido, tenemos que aprender del presente y de la historia. Luchar por una verdadera comunicación social en la cual los negocios privados sean la excepción y no la regla. Donde la libertad de expresión sea un derecho de todos y no el privilegio de oligarquías que heredaron una imprenta".

### Asilo político en República Checa para Pablo Guerrero
República Checa el lunes 2 de julio de 2012 dio asilo político al abogado Pablo Guerrero Martínez, quien junto a doce personas más, ahora conocidos con el nombre de "Los Trece", fue acusado de sabotaje y terrorismo por los hechos suscitados en el canal público Ecuador TV el jueves 30 de septiembre del 2010. El gobierno checo expresa textualmente que:

«el proceso penal que en su país sigue su curso contra el solicitante y otras doce personas tiene todos los elementos de un proceso político, y la pena que podrían recibir no guarda relación con la seriedad de la culpa».

Diario El Comercio ha traducido del texto original "political process" como "persecución política" de la siguiente manera:

«La instancia administrativa luego de evaluar todos los documentos presentados dentro del trámite administrativo ha llegado a la siguiente conclusión: El juicio penal en contra del solicitante (Pablo Guerrero) y doce personas más tiene claramente un contexto de persecución política y que la sanción en este juicio no corresponde a los hechos cometidos».

El gobierno ecuatoriano, por intermedio del canciller Ricardo Patiño, dijo:

«Puede quedarse allá, nosotros no vamos a insistir en que venga, bueno, la Función Judicial lo podrá hacer, nosotros como Gobierno preferimos tener este tipo de personas un poquito lejos, están por allá y la pasan bien, que la sigan pasando bien».

### La Presidencia de Ecuador registra "30S" y "30-S" como marcas registradas
En agosto de 2012 la Presidencia de Ecuador, por medio del secretario de comunicación Vinicio Alvarado, logró registrar como marcas en el Instituto Ecuatoriano de la Propiedad Intelectual las expresiones "30S" y "30-S" para su uso exclusivo. Esto implica que para ser usada en los campos de publicidad, gestión de negocios o administración comercial, se deberá tener permiso previo de la presidencia. El trámite inició en diciembre de 2011, sobre lo que Vinicio Alvarado comentó que la presidencia patentaría estas frases “para evitar el posible mal uso y distorsión con fines políticos o de otra índole, dado que el 30 de septiembre ocurrió un suceso de connotación nacional e internacional, que llevó a la ciudadanía a salir a las calles a defender la democracia y condenar el intento de golpe de Estado”.
El término 30S tuvo su origen cuando el bloguero ecuatoriano Eduardo Arcos expuso en su cuenta Twitter: "Propongo #30S como hashtag corto para identificar lo que pasa en #ecuador”. Arcos se ha opuesto al registro del término como marca por considerar que es un precedente peligroso para la libertad de expresión en Ecuador.

### Sentencia de cuatro años de prisión para Alejandra Cevallos
Alejandra Cevallos, la estudiante que ingresó con el grupo que irrumpió en ECTV durante la cadena nacional y fue invitada a hablar en vivo por el director del canal, recibió la condena a cuatro años de prisión en contra ella por el presunto delito de “terrorismo y sabotaje”.